# Zoborská lesostep
Zoborská lesostep je národní přírodní rezervace v katastrálním území Dražovce města Nitra v Nitranském kraji. Území bylo vyhlášeno v roce 1952 a jeho rozloha je 23,08 hektaru. Předmětem ochrany jsou skalní, stepní a lesostepní společenstva pohoří Tribeč. Rezervace leží v nejjižnějším cípu Tribeče a v chráněné krajinné oblasti Ponitří. Součástí rezervace je přírodní památka Svoradova jeskyně.